# Милан Куч
Милан Куч (Бабино, код Берана, 6. март 1909 — Љешница, код Берана, 15. фебруар 1943) био је учесник Народноослободилачке борбе и народни херој Југославије.

## Биографија
Рођен је 6. марта 1909. године у селу Бабину, код Берана, у сиромашној сељачкој породици. Основну школу завршио у Полици, а гимназију учио у Беранама. Због лошег материјалног стања, морао је да прекине редовно школовање после завршеног петог разреда гимназије. Нешто касније био је примљен у Подофицирску артиљеријску школу у Ћуприји 1930, али се разболео па је отпуштен из војске. Вративши се у село, мада нежног здравља, био је принуђен да се бави пољопривредом на малом имању, које није обезбеђивало егзистенцију његовој породици.
У годинама 1933. и 1934. у Беранама је формирано више марксистичких група студентске, средњошколске и сеоске омладине. Куч је био један од најзапаженијих активиста у тим кружоцима. Година 1935. била је преломна за рад Комунистичке партије Југославије у горњем Полимљу. Управо ове године дошло је до стварања беранске партијске организације. Марта 1935. формиран је Месни комитет КПЈ за Беране који је, по одлуци Покрајинског комитета за Црну Гору, Боку, Санџак и Метохију, вршио уједно и функцију Окружног комитета (за Беране, Андријевицу и Колашин). Тада је Куч примљен у КПЈ. Истакао се у организовању демонстрација и других акција у срезу беранском. Постао је један од водећих комуниста у целом крају.
Године 1936. КПЈ је у беранском срезу доживела два велика ударца: најпре је полиција ухапсила око 70 омладинаца и омладинки, међу којима знатан број комуниста и скојеваца, због убиства жандарма у селу Пешцима (који је грубо насрнуо на омладину окупљену на једном револуционарном поселу, тешко ранивши једну омладинку); затим је дошло до провале у КПЈ у Црној Гори. Из партијске организације ухапшено је и интернирано у Дубровник петнаест комуниста. Милан Куч је, с групом беранских комуниста, избегао хапшење и интернацију у Дубровник, предухитривши полицију емигрирањем у Албанију.
Из емиграције се вратио 1937. године, праћен, хапшен и прогањан од полиције. Исте године постао је члан Месног комитета, а нешто касније био је изабран и у Окружни комитет КПЈ. Изузетно се ангажовао на обнављању партијских организација и стварању нових, те био један од најзначајнијих организатора и активних учесника свих политичких акција које је КПЈ водила у беранском крају. Био је један од делагата из Црне Горе на Петој земаљској конференцији КПЈ, одржаној у Загребу 1940. године.
Када је почео Други светски рат, Милан Куч је инспирисао више антиратних и антифашистичких демонстрација и зборова. Априлски рат га је затекао на југословенско-италијанском ратишту у Албанији, где се налазио на челу велике групе беранских комуниста и патриота, који су се добровољно јавили да бране земљу од фашистичке агресије.
После капитулације Југославије, учествовао је у припремама за устанак. Као члан ОК КПЈ за колашински округ (Беране, Андријевица, Колашин), имао је велики утицај на организовање герилских одреда у беранском срезу и обучавање младих бораца у руковању оружјем. На седници МК КПЈ у селу Лушцу, 14. јула 1941. године, пренео је директиву ЦК КПЈ и Покрајинског комитета о дизању оружаног устанка. Руководио је устаничким јединицама с десне стране Лима у борби за ослобођење Берана 17—18. јула 1941. године. После ослобођења Берана, активно је радио на завођењу јавног реда и безбедности на ослобођеној територији. Био је један од најангажованијих комуниста у сазивању Скупштине народних представника, која је 21. јула 1941. изабрала Народни одбор ослобођења среза Беранског — први револуционарни орган власти на нивоу среза створен у окупираној Југославији. Као члан Народног одбора ослобођења, на предлог МК КПЈ, био је именован за руководиоца Војног комитета беранског среза, и на тој дужности остао све до привременог слома Тринаестојулског устанка. Истакао се као војни руководилац у организовању одбране слободне територије горњег Полимља.
Септембра 1941. године поново је био изабран у МК за срез берански. Својим искуством револуционара и војног руководиоца допринео је обнављању и реорганизовању партизанских војних јединица ујесен исте године у беранском крају. Када је Главни штаб за Црну Гору, Боку и Санџак, у другој половини октобра 1941, издао Упутство за организацију партизанске војске, Куч је био именован за команданта Доњовасојевићке територијалне партизанске бригаде. По одлуци ПК КПЈ за Црну Гору, Боку и Санџак, извјесно време је боравио у андријевичком срезу, због отклањања слабости у партијским организацијама. Крајем децембра 1941, био је постављен за команданта новоформираног Беранског партизанског батаљона, који је у првој половини 1942. године водио тешке борбе против окупаторских снага и четника у Санџаку, доприневши јачању НОП-а у овој области. Средином 1942, када су партизанске снаге из Црне Горе и Санџака, организоване у бригаде, пошле на велики марш у Босну, Милан Куч је, по задатку ПК, остављен на терену да с групом партијских радника илегално ради на организовању партијско-политичког живота у Горњем Полимљу. У ванредно тешким условима окупаторског и четничког терора, успео је да илегално организује политички и партијски рад на терену, и да се чврсто повеже с присталицама НОП и другим патриотским снагама.
Погинуо је заједно са својом супругом Станом Црнгом и још неколико истакнутих партијских радника и илегалаца, као члан ОК КПЈ за Беране, 15. фебруара 1943. године, у неравној борби с италијанским фашистима, четницима и муслиманском милицијом, приликом пробоја из опседнуте земунице у селу Љешници, у беранском крају.
Указом Председништва Антифашистичког већа народног ослобођења Југославије (АВНОЈ), 11. јула 1945. године, међу првим борцима Народноослободилачке војске, проглашен је за народног хероја.
Улица у београдском насељу Баново Брдо носи његово име.